# 京武高速动车组列车
京武高速动车组列车是中国铁路运行于直辖市北京市及湖北省省会武汉市的高速动车组列车，现每日共开行7对列车，列车客运乘务由武汉局集团武汉客运段、北京局集团石家庄客运段、郑州局集团郑州客运段、广州局集团长沙客运段担当。

## 历史
2012年12月26日，配合京广高铁北京西至郑州东段开通，新增往返北京西站至武汉站的高速动车组列车。在此之前，北京与武汉间开设有经京广既有线的普通动车组列车，这些列车于12月21日停运。
2022年6月20日，因京广高铁京武段达速运行，京武之间开行3对时速350公里的大站车G65-G70次，使用复兴号智能动车组（G68次為广州局集团管轄；非大站车中的G526次则使用智能动车组）。同时，非大站车车次变更为G511/512次、G521-523次、G526-528次。
2022年12月26日起，原北京西~黄冈东G525/524次列车缩短至武汉站始发终到。
2024年1月10日，G65、G526次列车由北京西站经北京地下直径线延长至北京站始发终到。
2025年1月5日，全国铁路运行图调整，原北京西~武汉G525/524次列车延长至荆门站始发终到，车次变更为G529/532次、G531/530次；同时京武标杆车号段由G65-70改为G67-72次。
2025年7月1日，原北京西～武汉G511次列车延长为北京西～宜昌东终到，原北京西～郑州东G553次列车延长为北京西～武汉。

## 使用列车

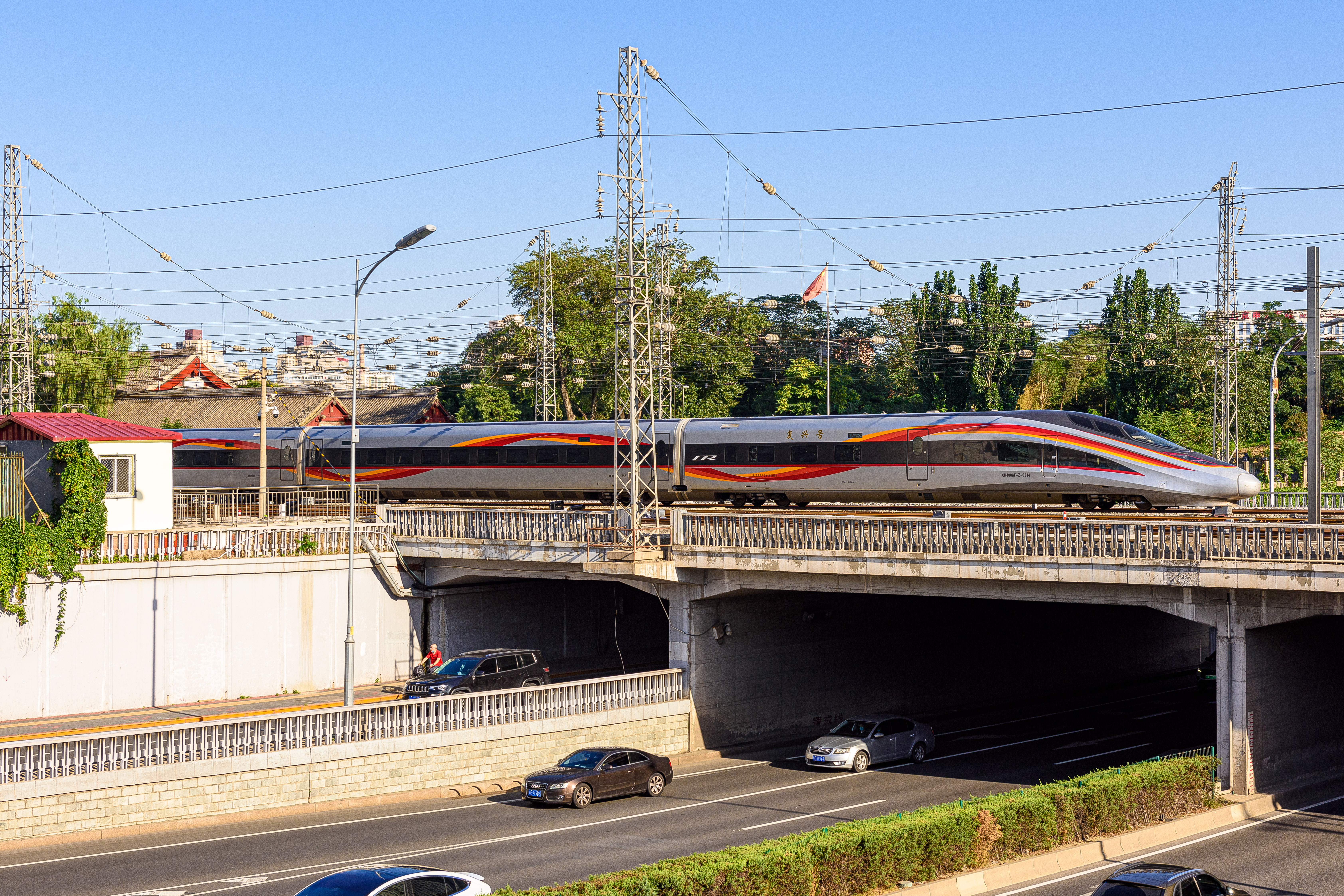
使用CR400AF-Z的G70次列车驶入北京西站（2022年7月摄）

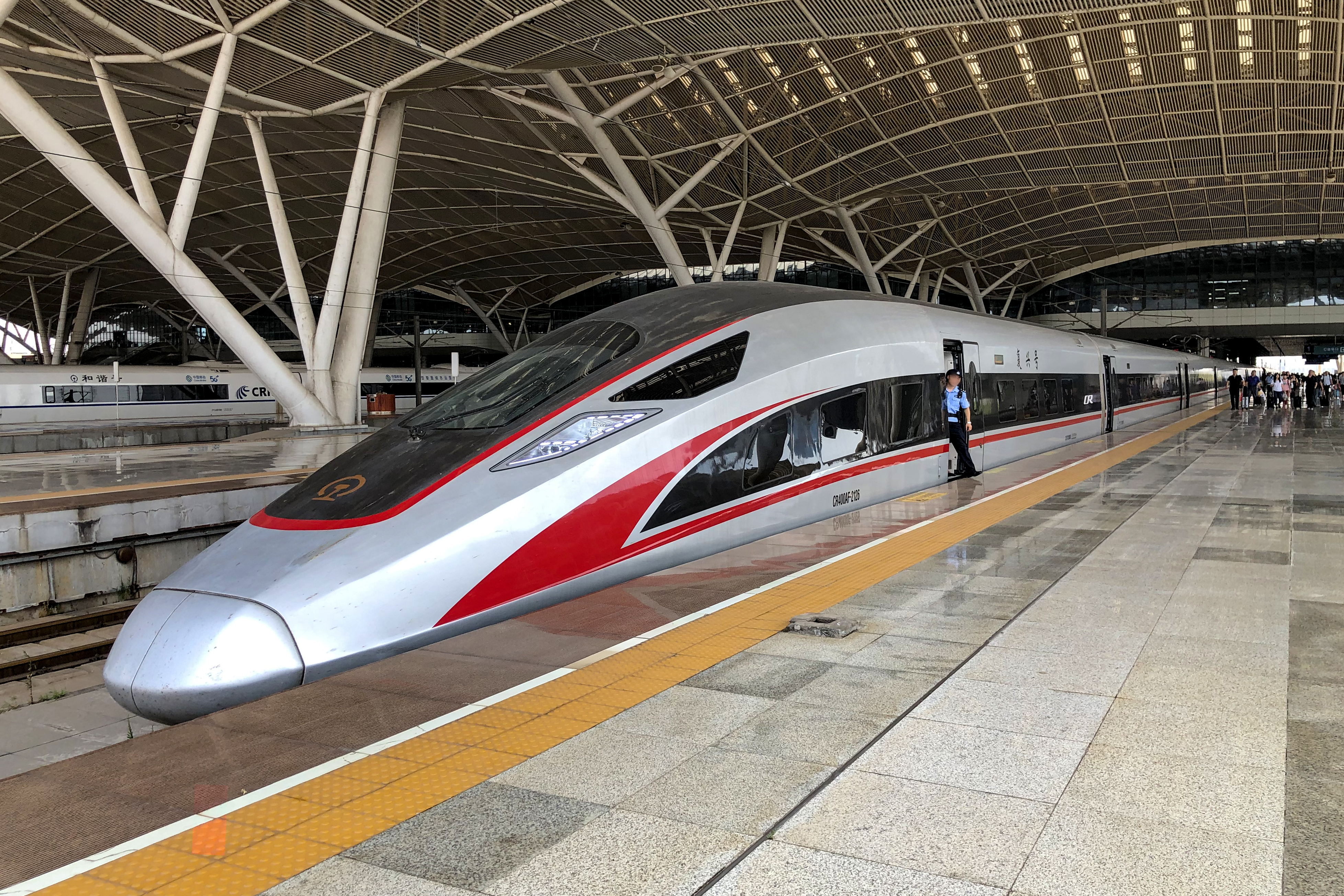
在武汉站1站台等待发车的G516次列车（2019年8月摄）

主要使用CR400AF、CR400AF-A、CR400AF-AZ、CR400AF-S、CR400BF-A、CRH380AL等列车。